# G20 del 2022
Il 17º vertice del Gruppo dei venti (G20) si è tenuto a Nusa Dua, sull'isola di Bali (Indonesia), il 15-16 novembre 2022.

## Partecipanti

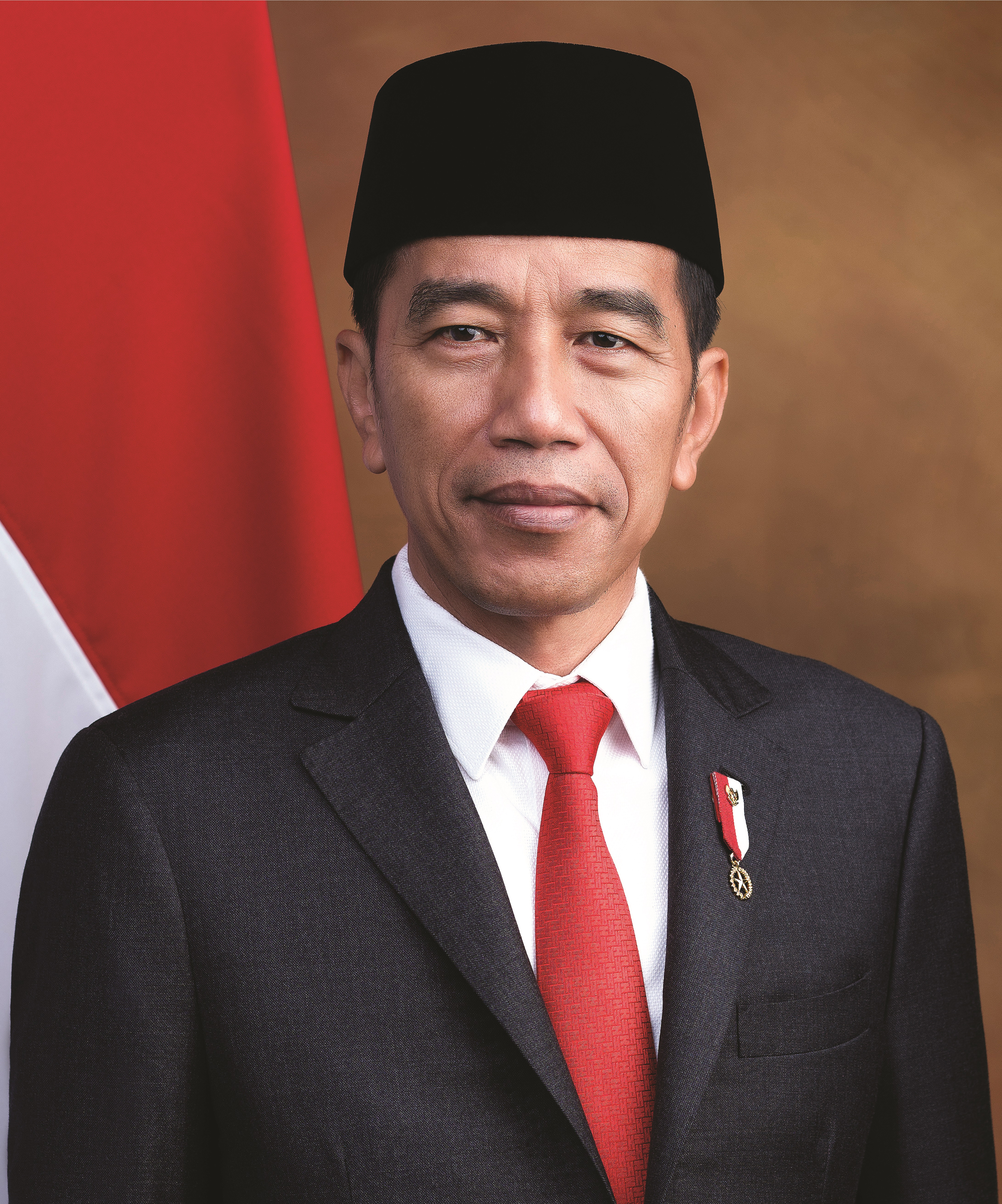
Indonesia Joko Widodo, Presidente
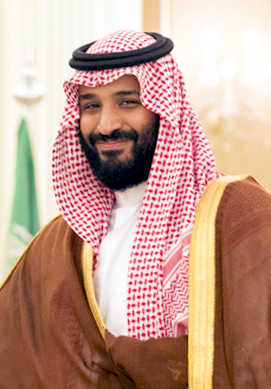
Arabia Saudita Mohammad bin Salman Al Sa'ud, Principe della corona e Primo ministro
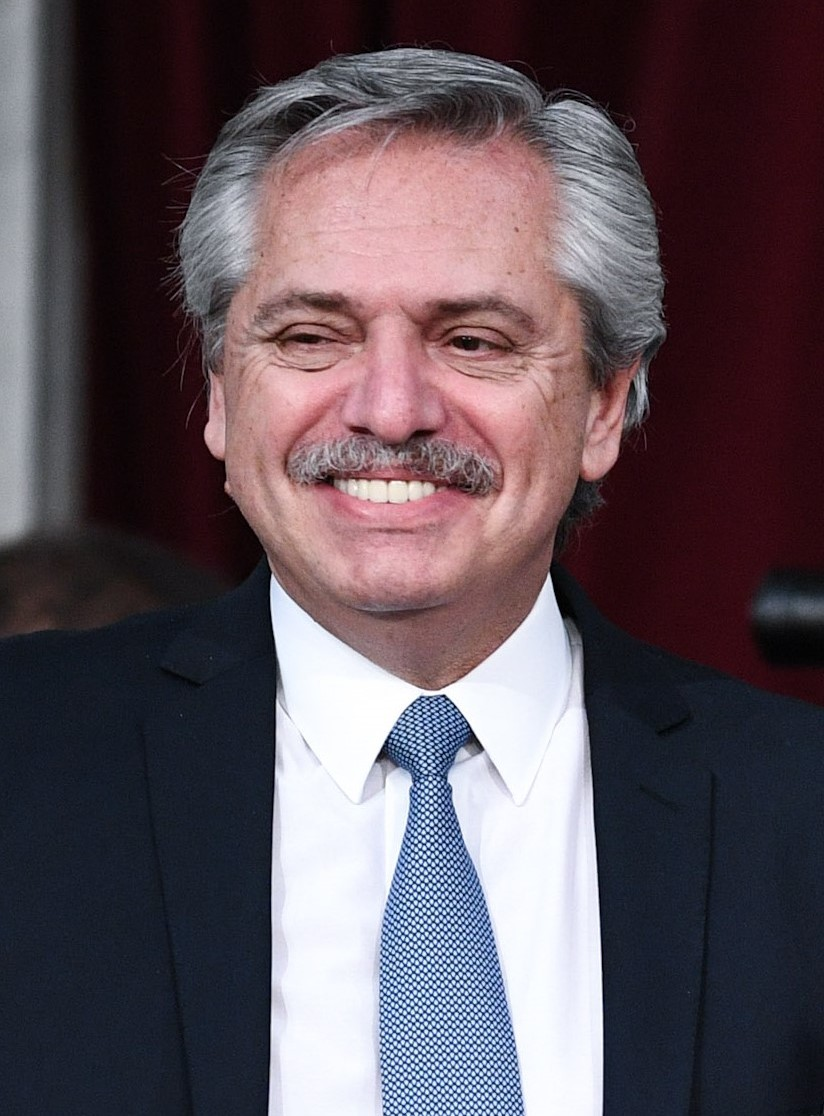
Argentina Alberto Fernández, Presidente
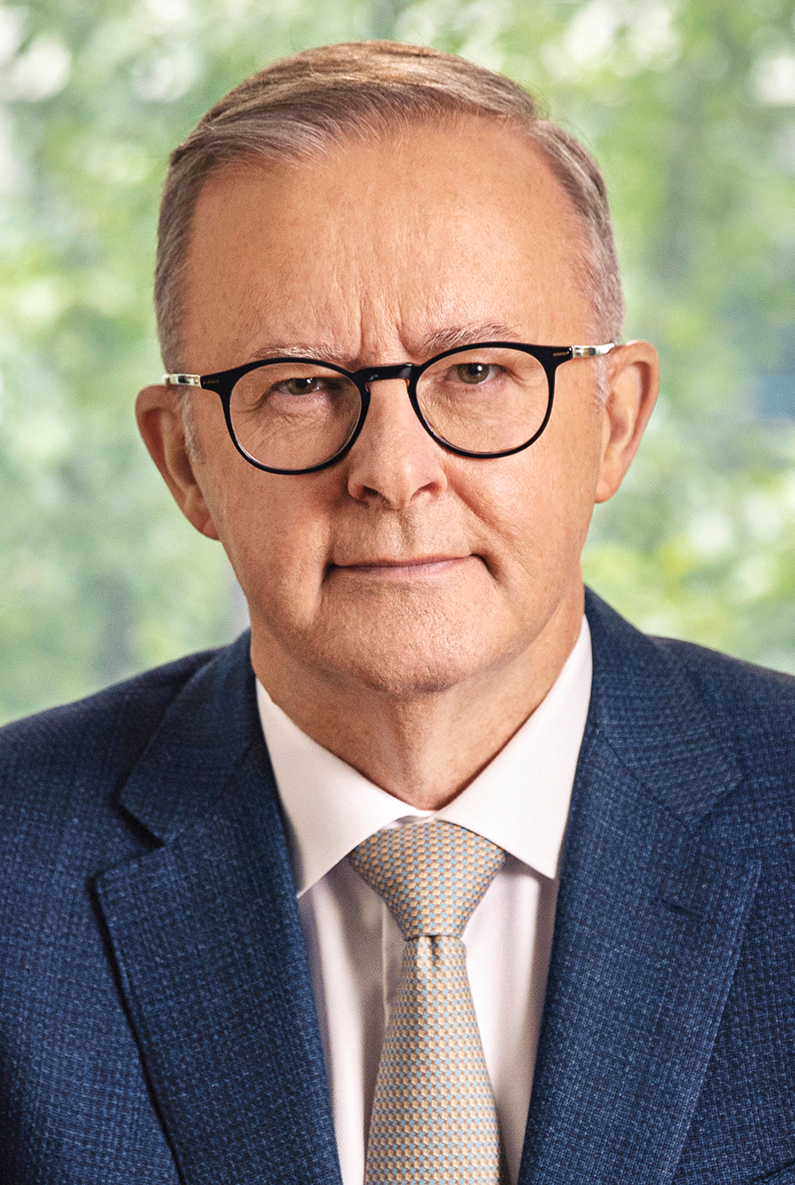
Australia Anthony Albanese, Primo ministro
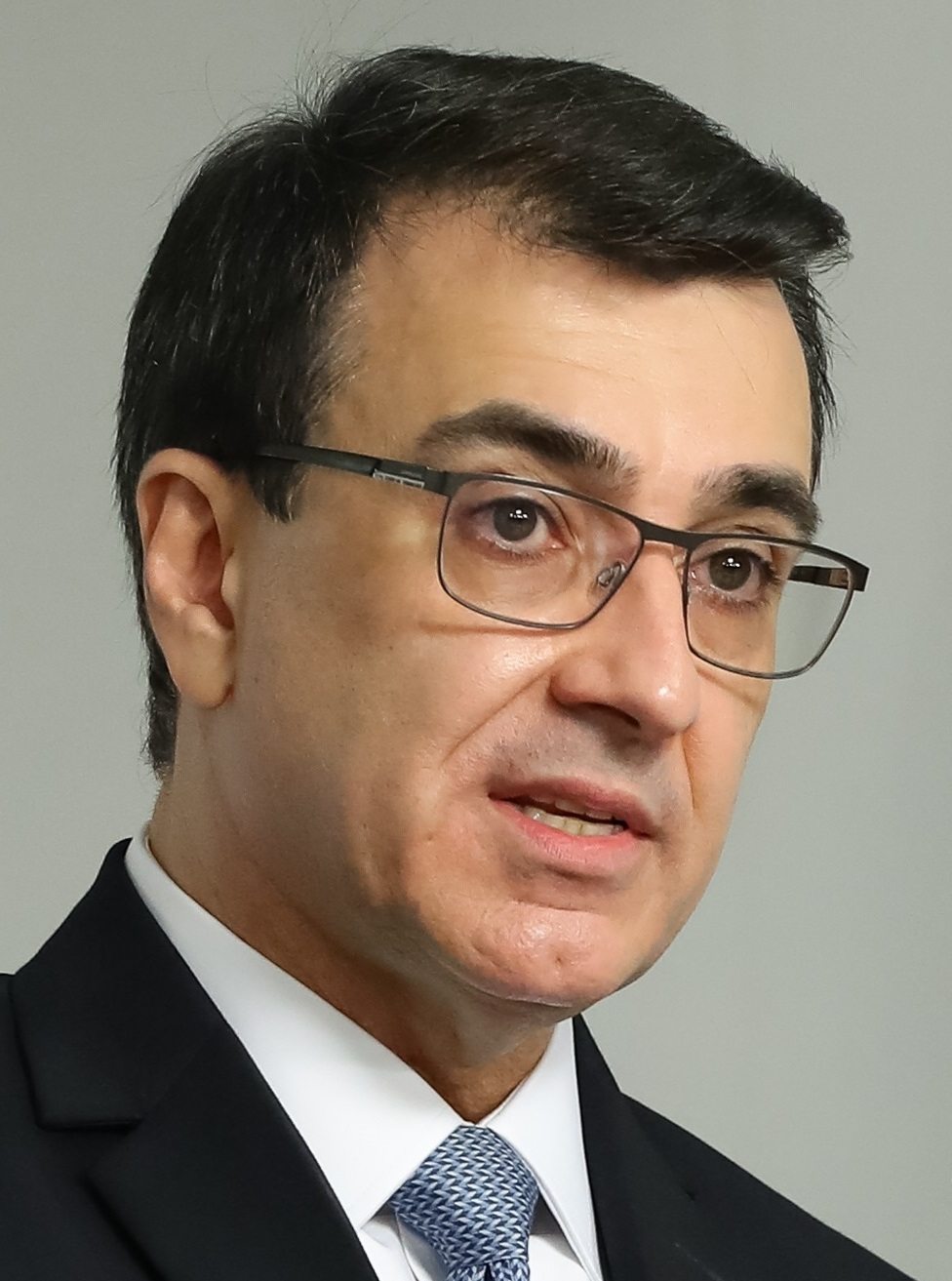
Brasile Carlos Alberto França, Ministro degli esteri
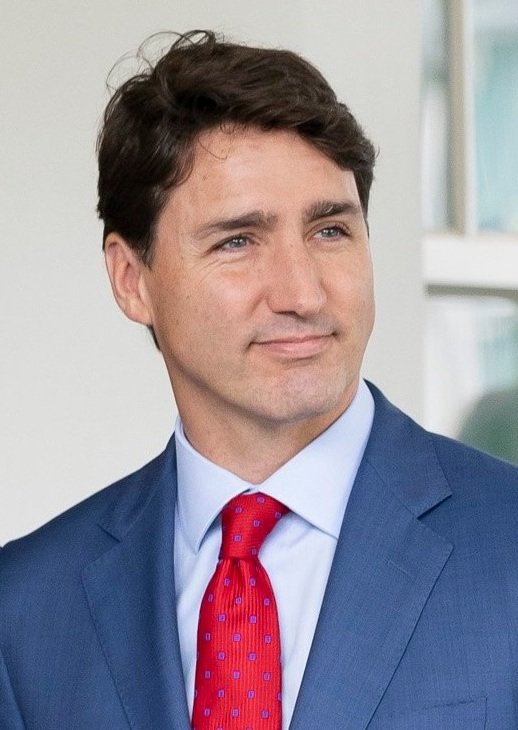
Canada Justin Trudeau, Primo ministro
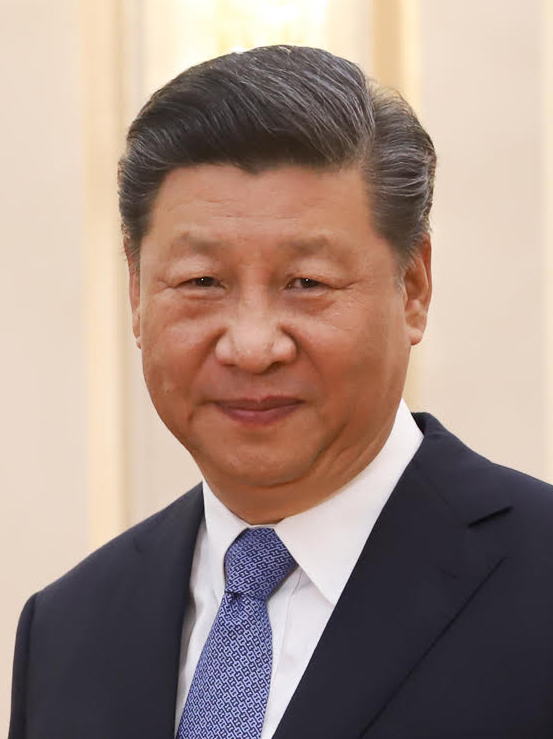
Cina Xi Jinping, Presidente
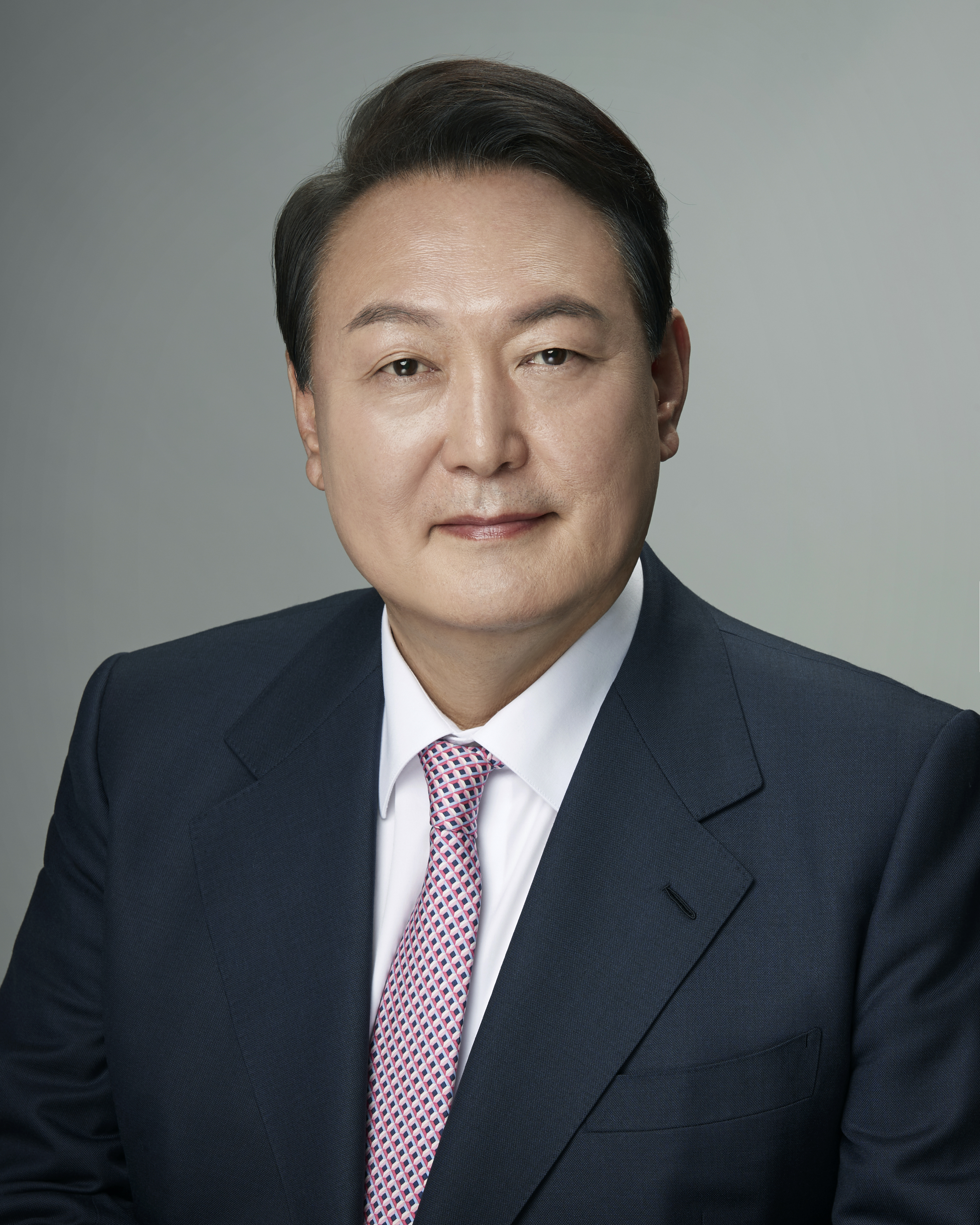
Corea del Sud Yoon Suk-yeol, Presidente
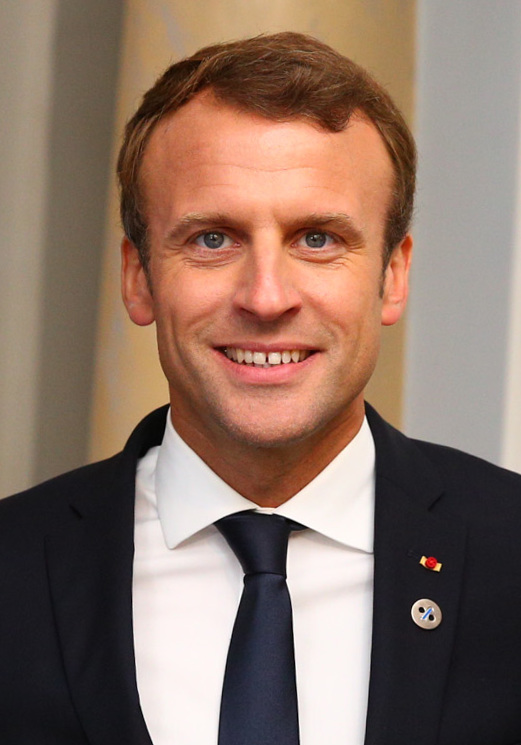
Francia Emmanuel Macron, Presidente
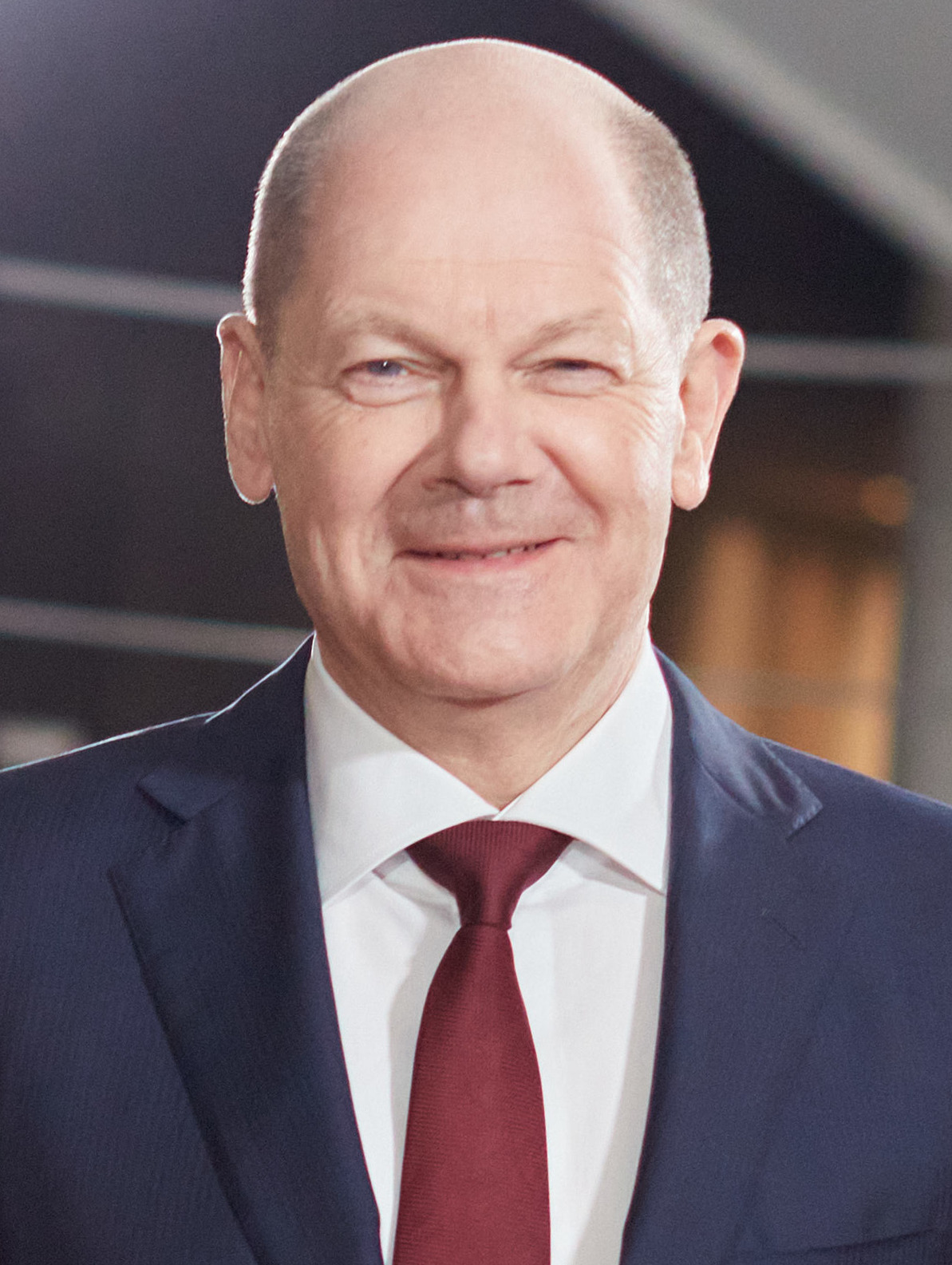
Germania Olaf Scholz, Cancelliere
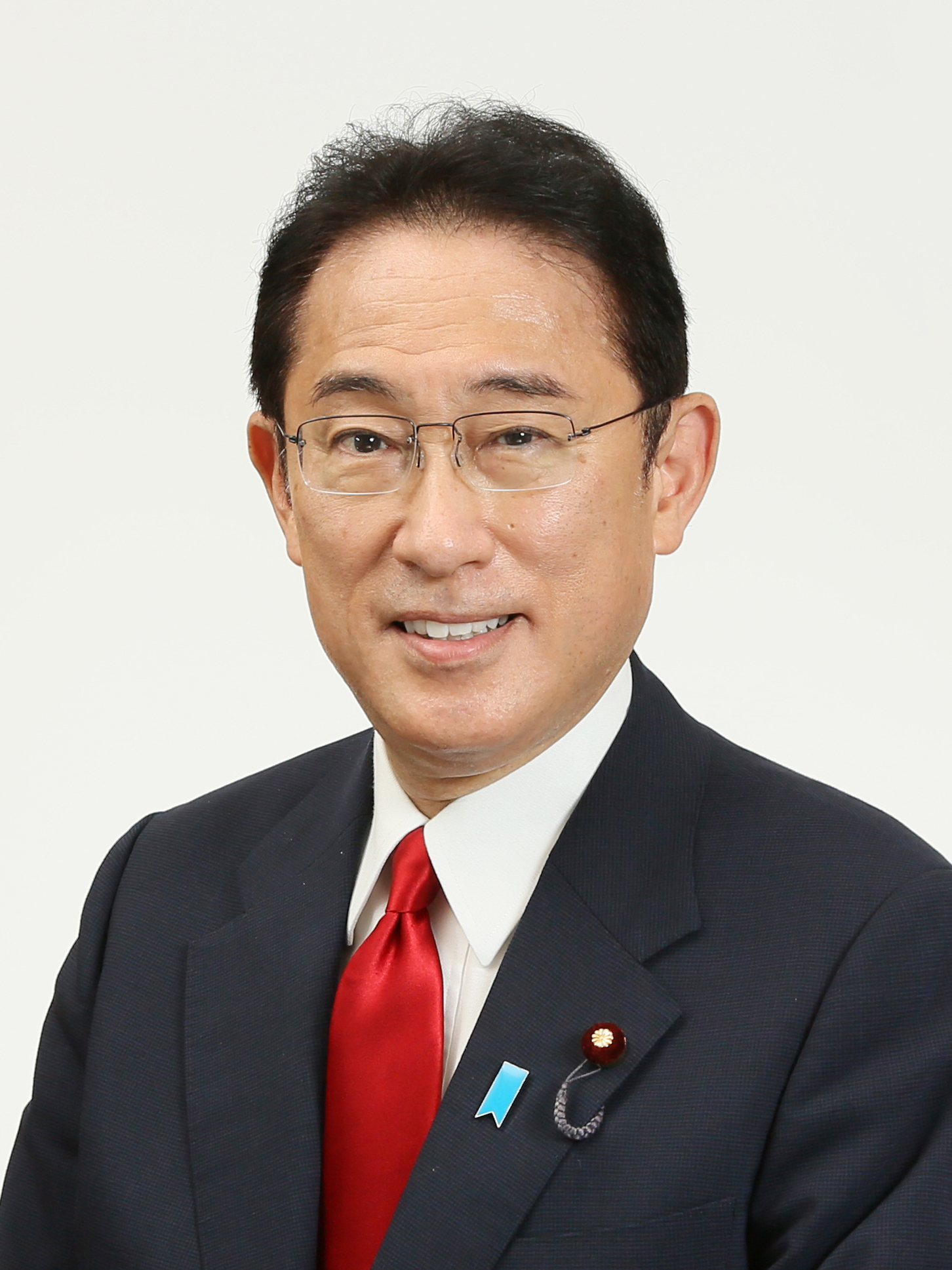
Giappone Fumio Kishida, Primo ministro
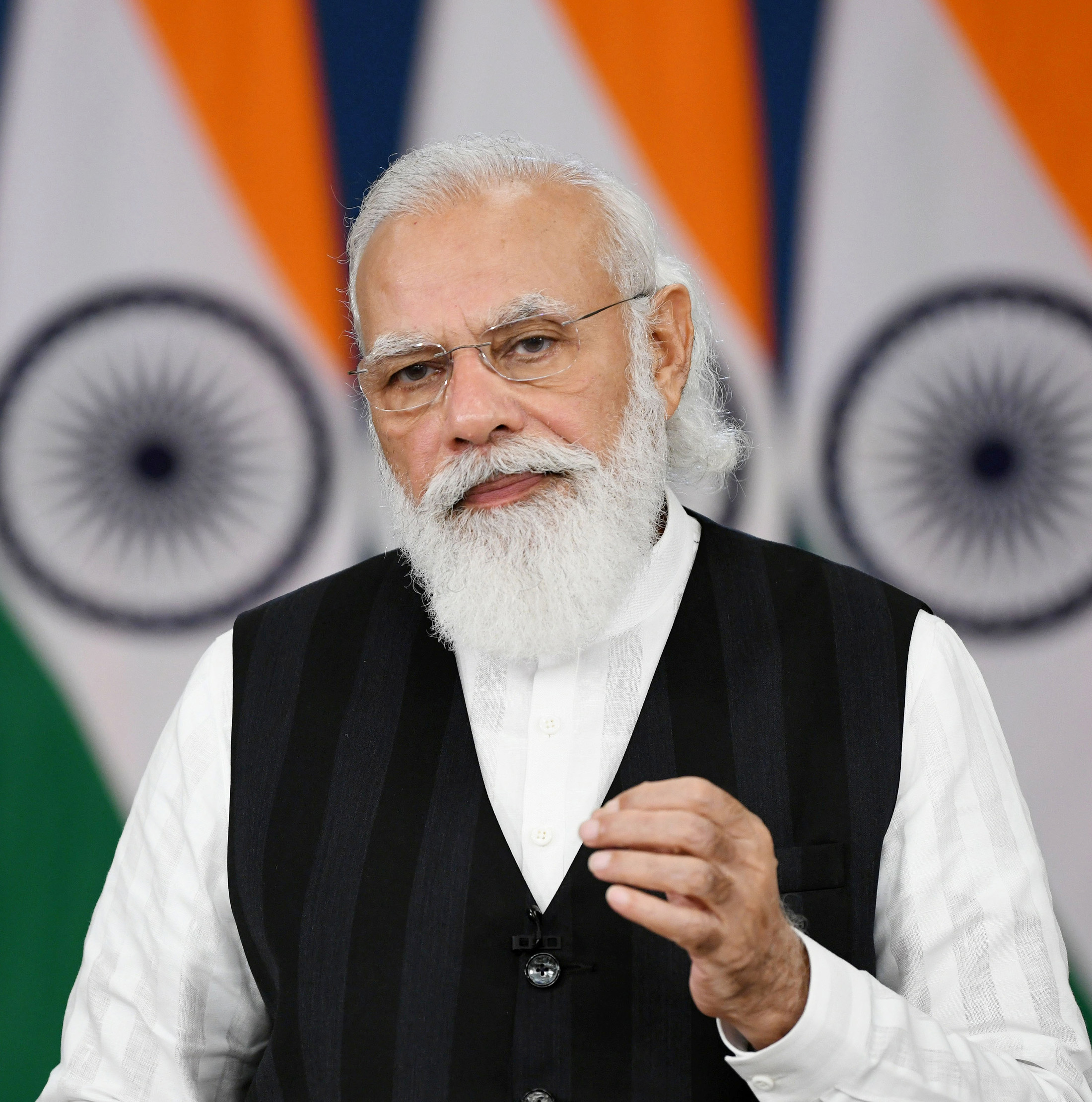
India Narendra Modi, Primo ministro
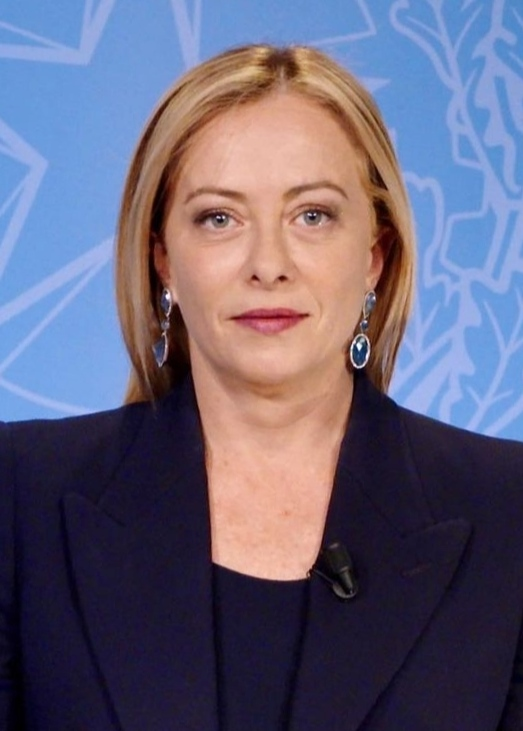
Italia Giorgia Meloni, Presidente del Consiglio
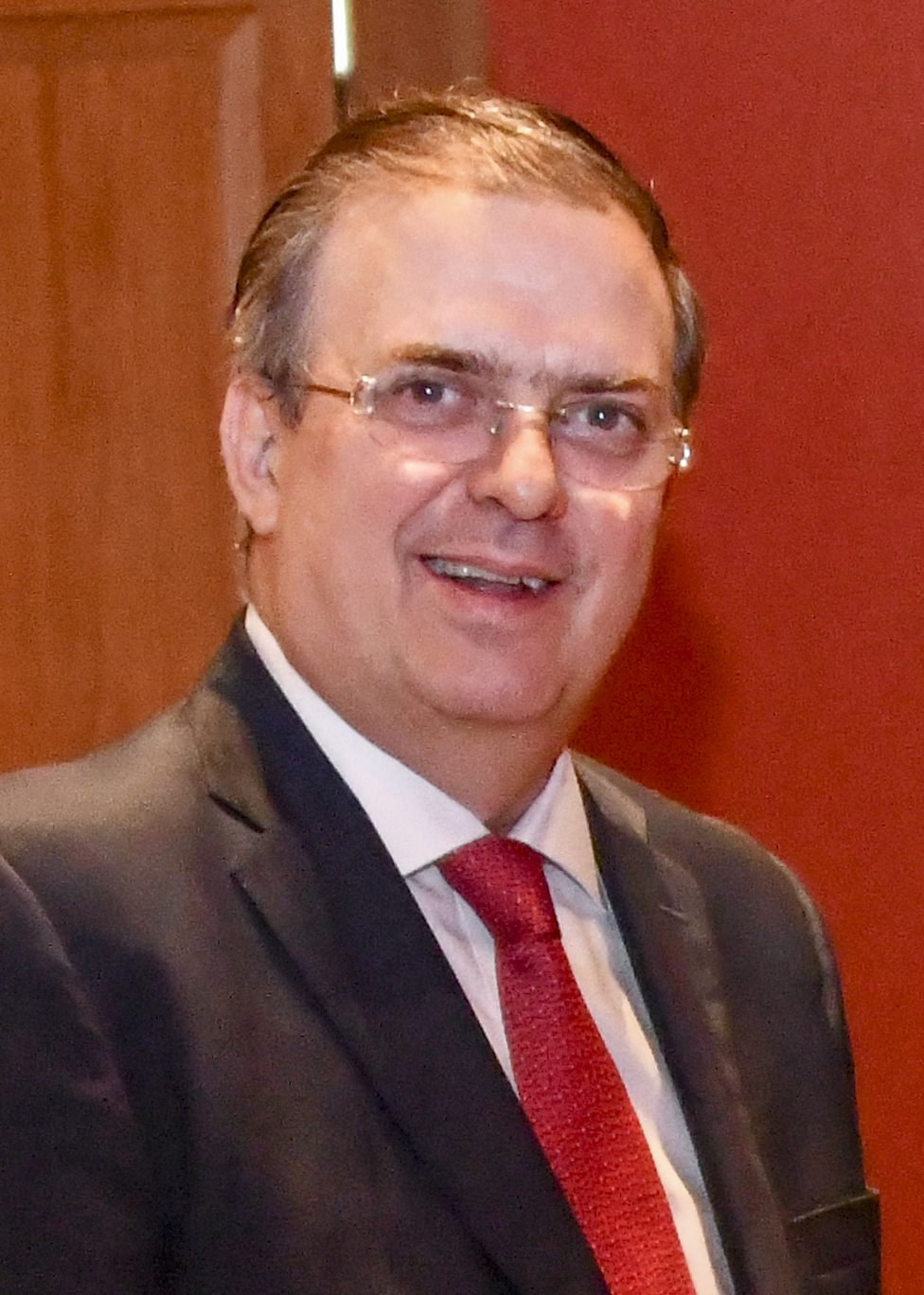
Messico Marcelo Ebrard, Ministro degli affari esteri
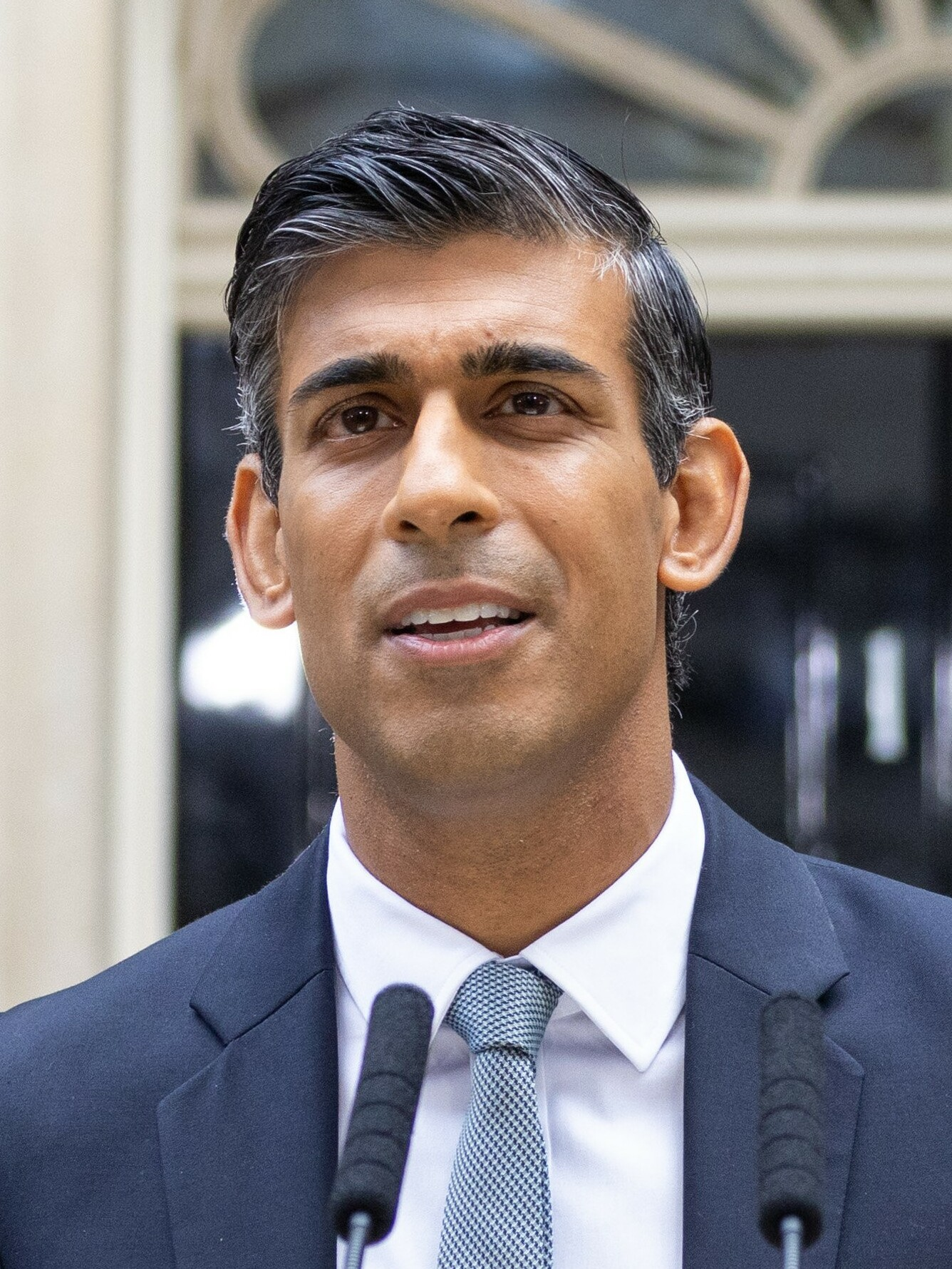
Regno Unito Rishi Sunak, Primo ministro
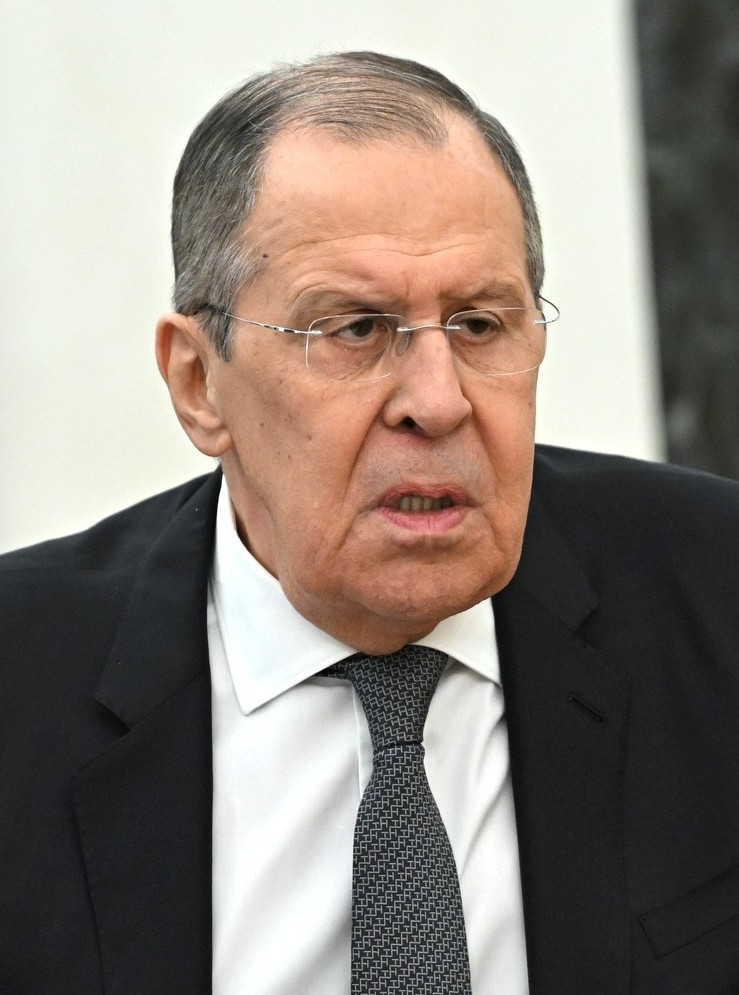
Russia Sergei Lavrov, Ministro degli esteri
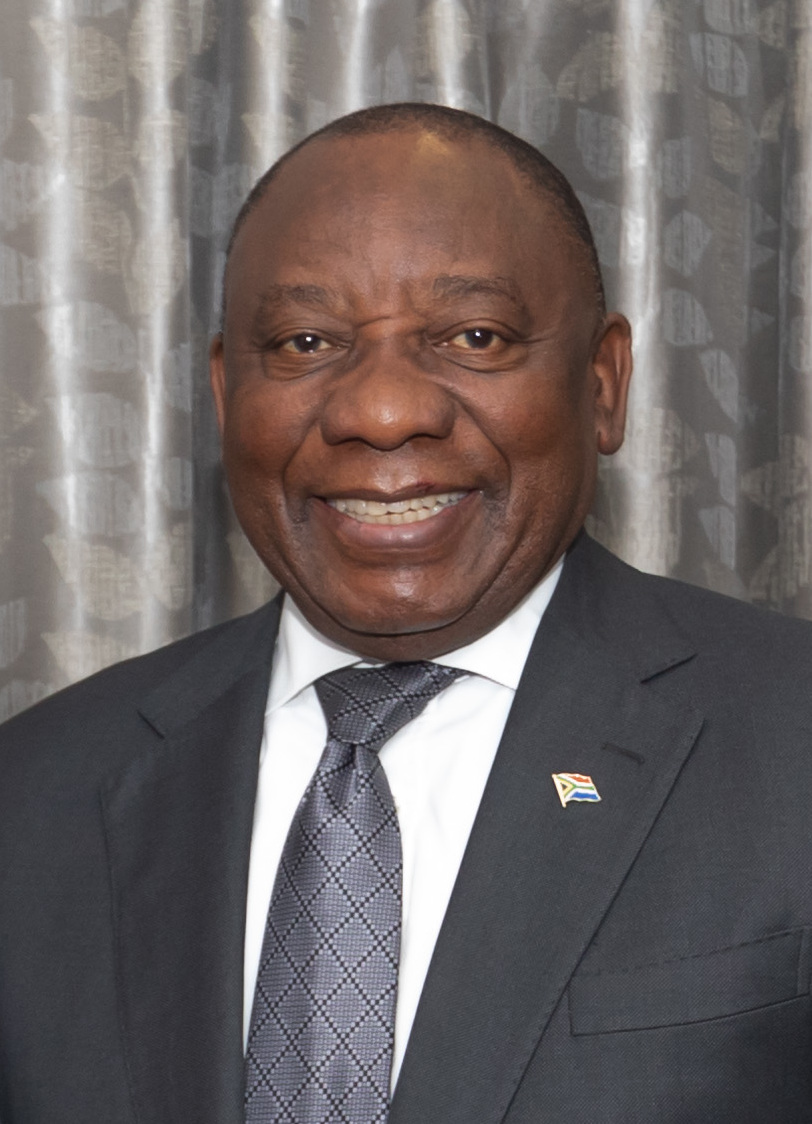
Sudafrica Cyril Ramaphosa, Presidente
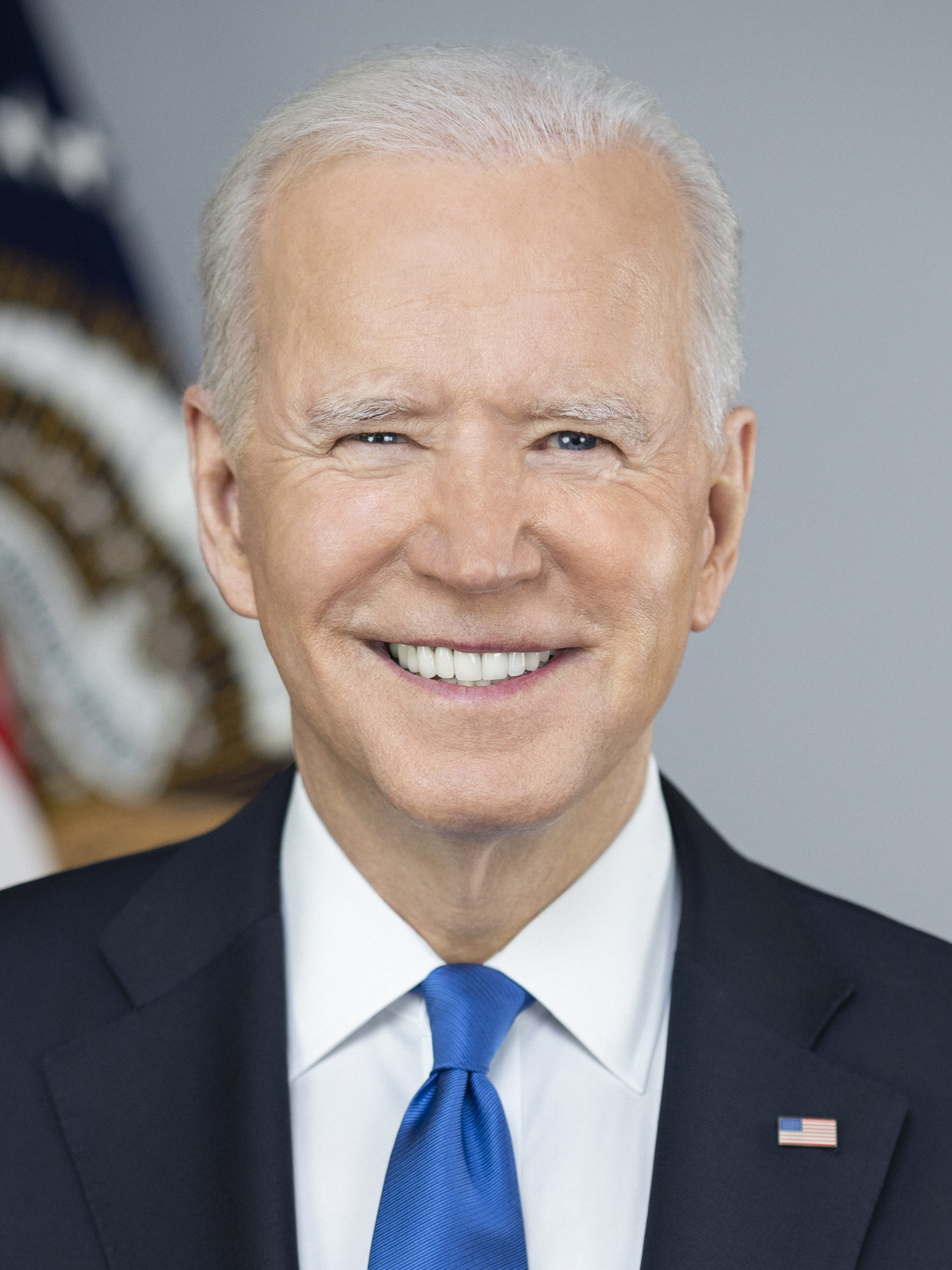
Stati Uniti Joe Biden, Presidente
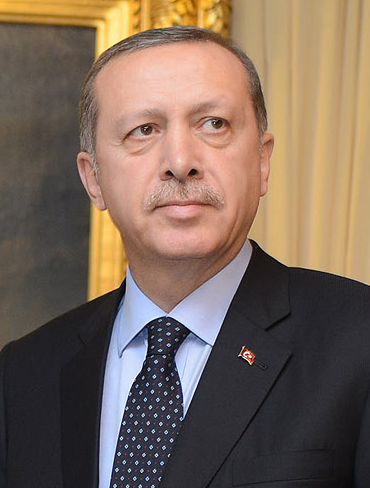
Turchia Recep Tayyip Erdoğan, Presidente
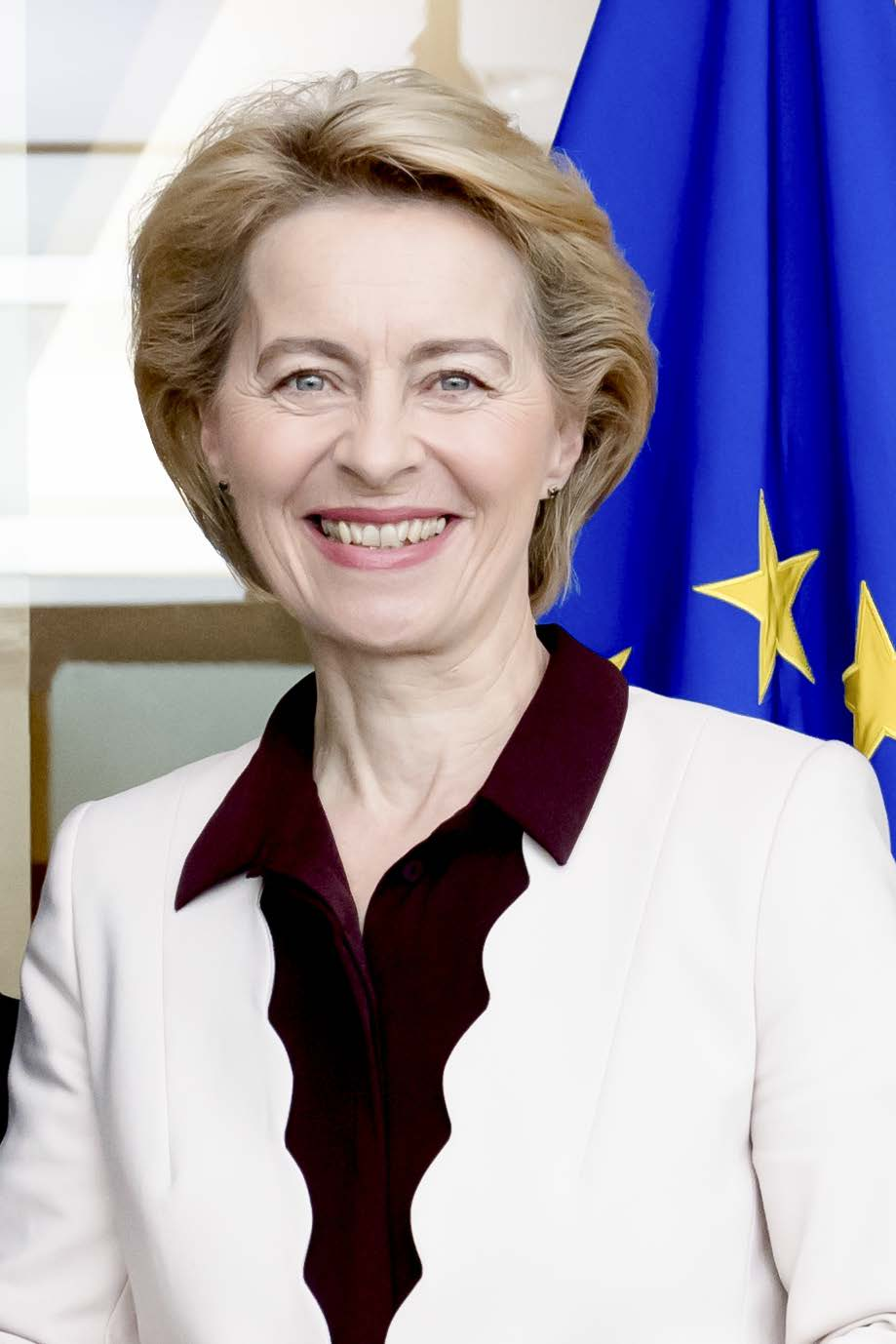
Unione europea Ursula von der Leyen, Presidente della Commissione europea
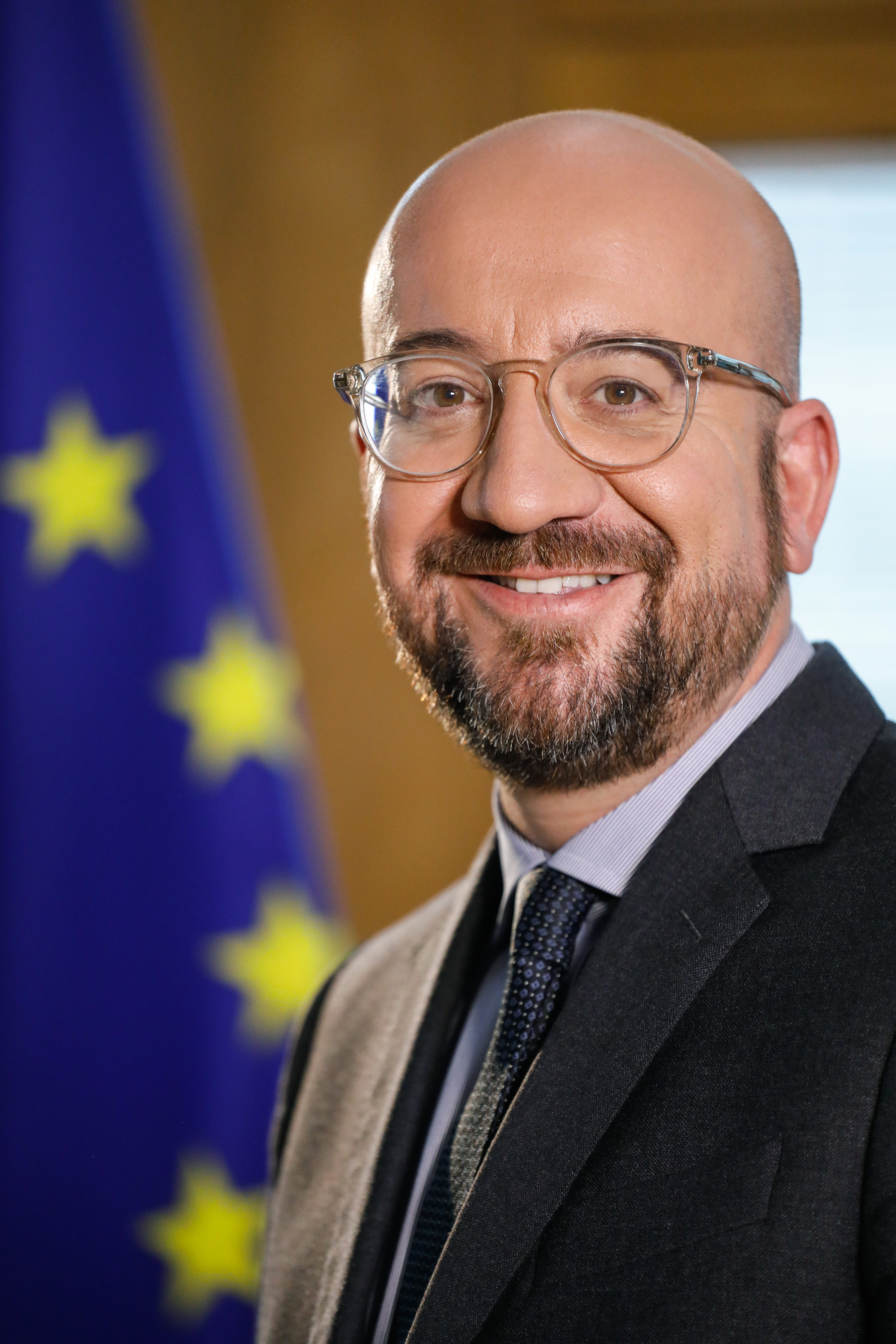
Unione europea Charles Michel, Presidente del Consiglio europeo

### Ospiti invitati

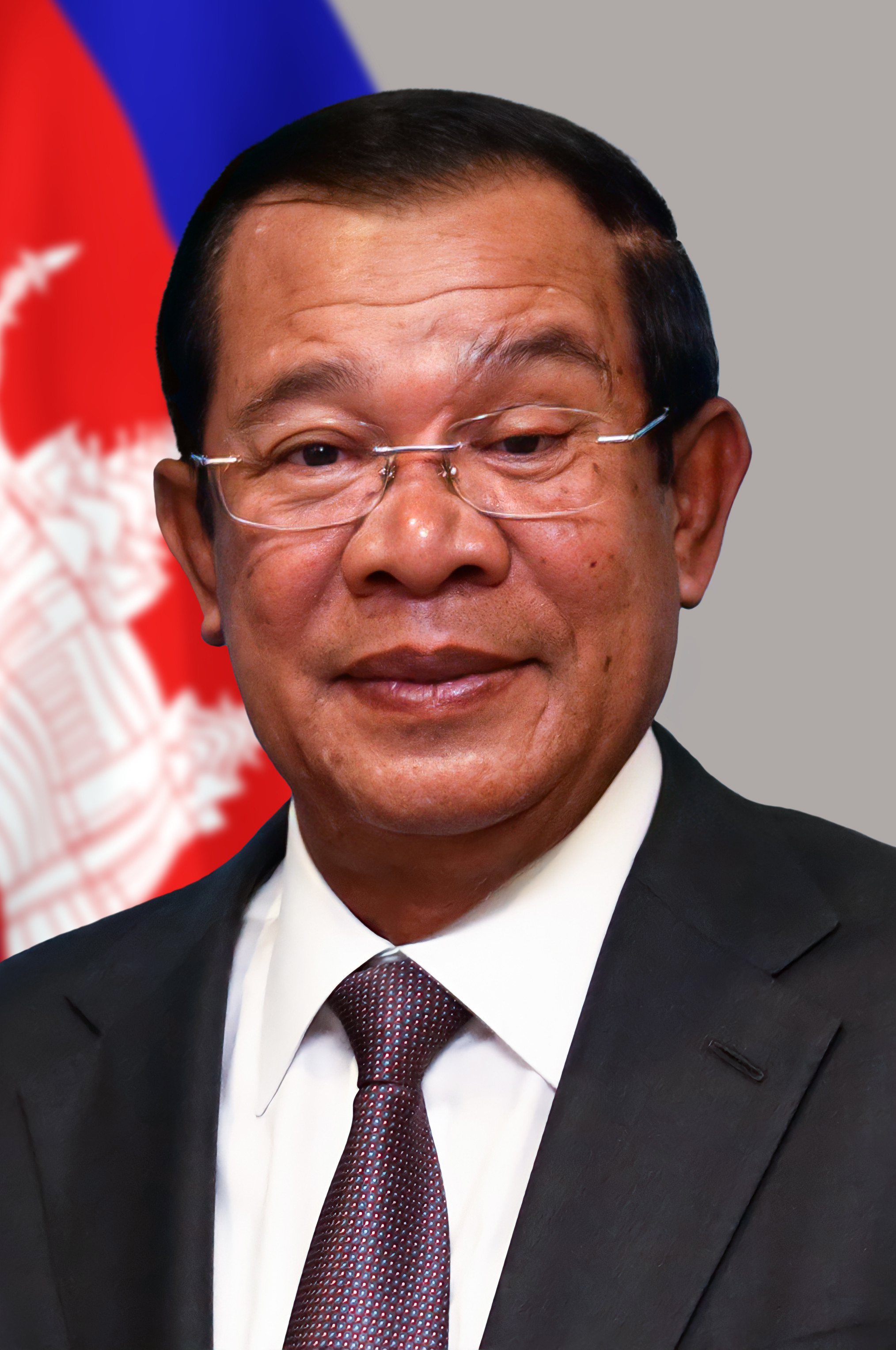
KHM Hun Sen, Primo ministro Presidente dell'Associazione delle Nazioni del Sud-est asiatico (ASEAN)
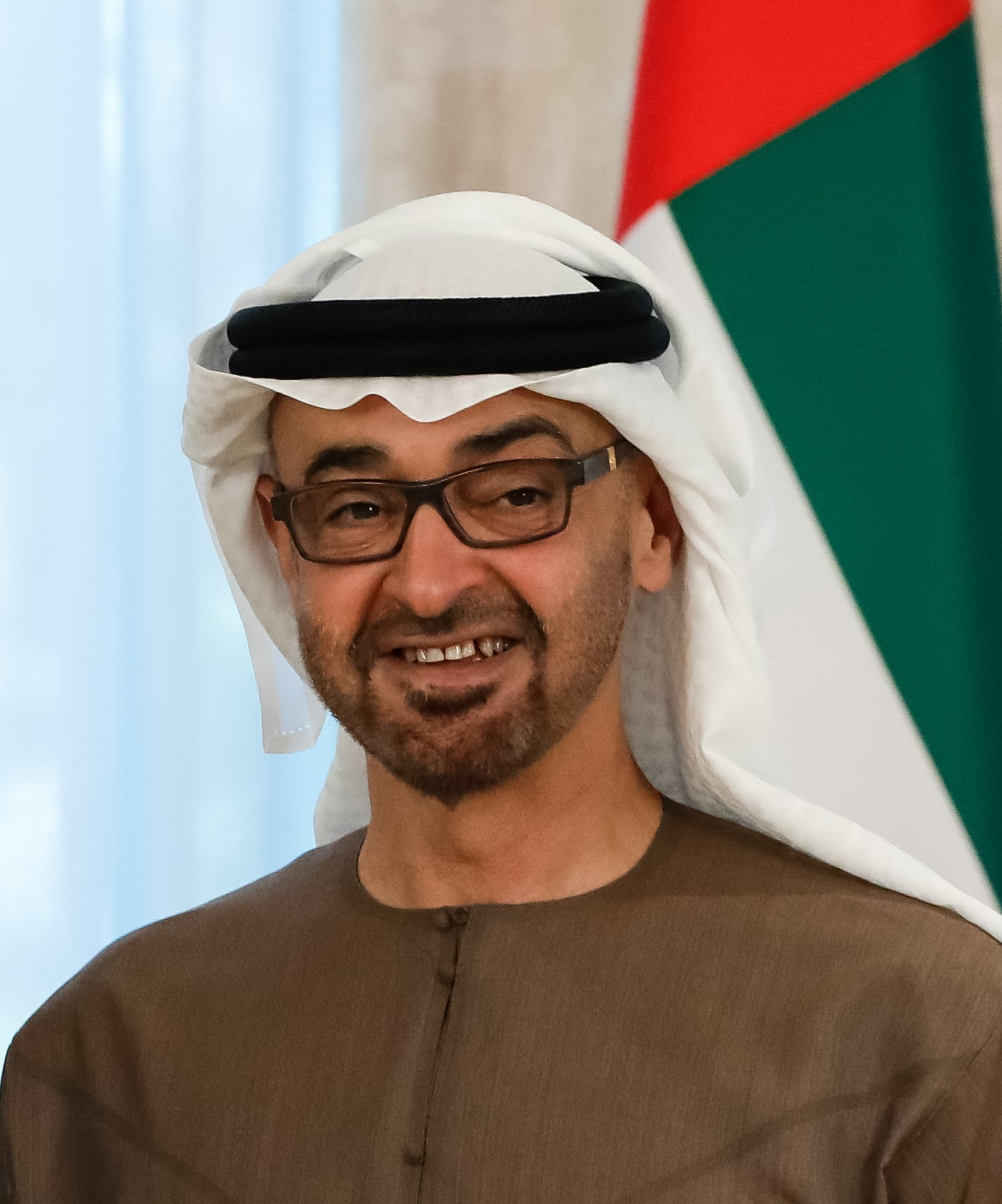
ARE Mohammed bin Zayed Al Nahyan, Presidente
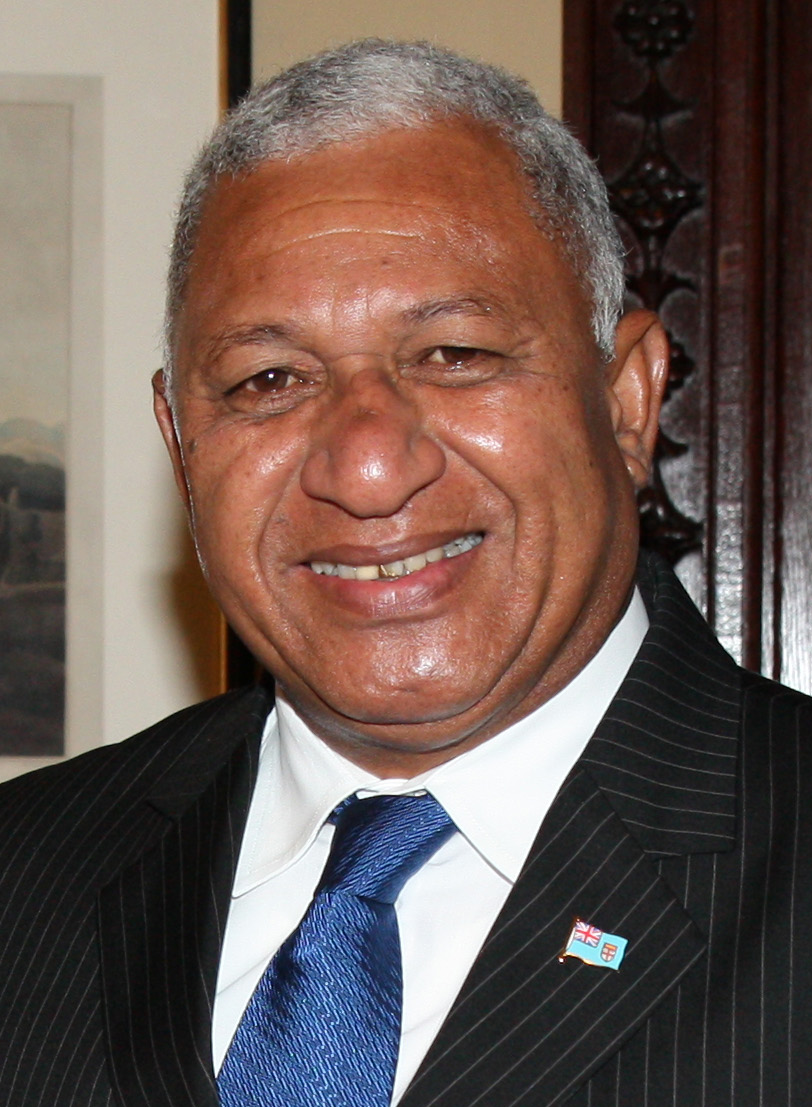
FJI Frank Bainimarama, Primo ministro Presidente del Forum delle isole del Pacifico (PIF)
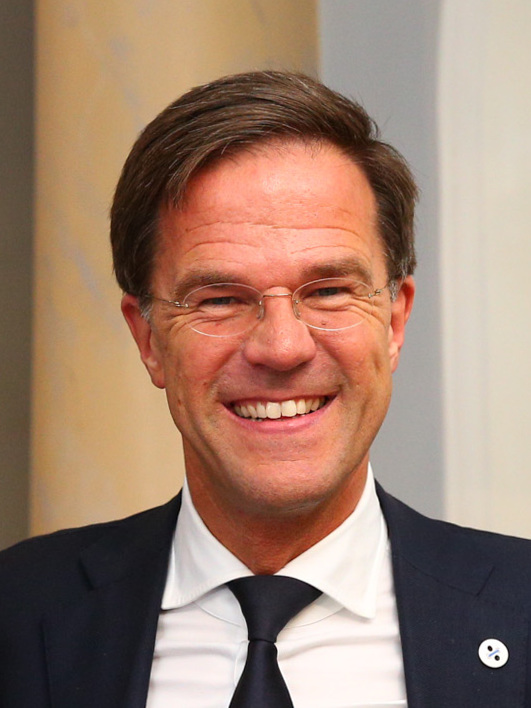
NLD Mark Rutte Primo ministro
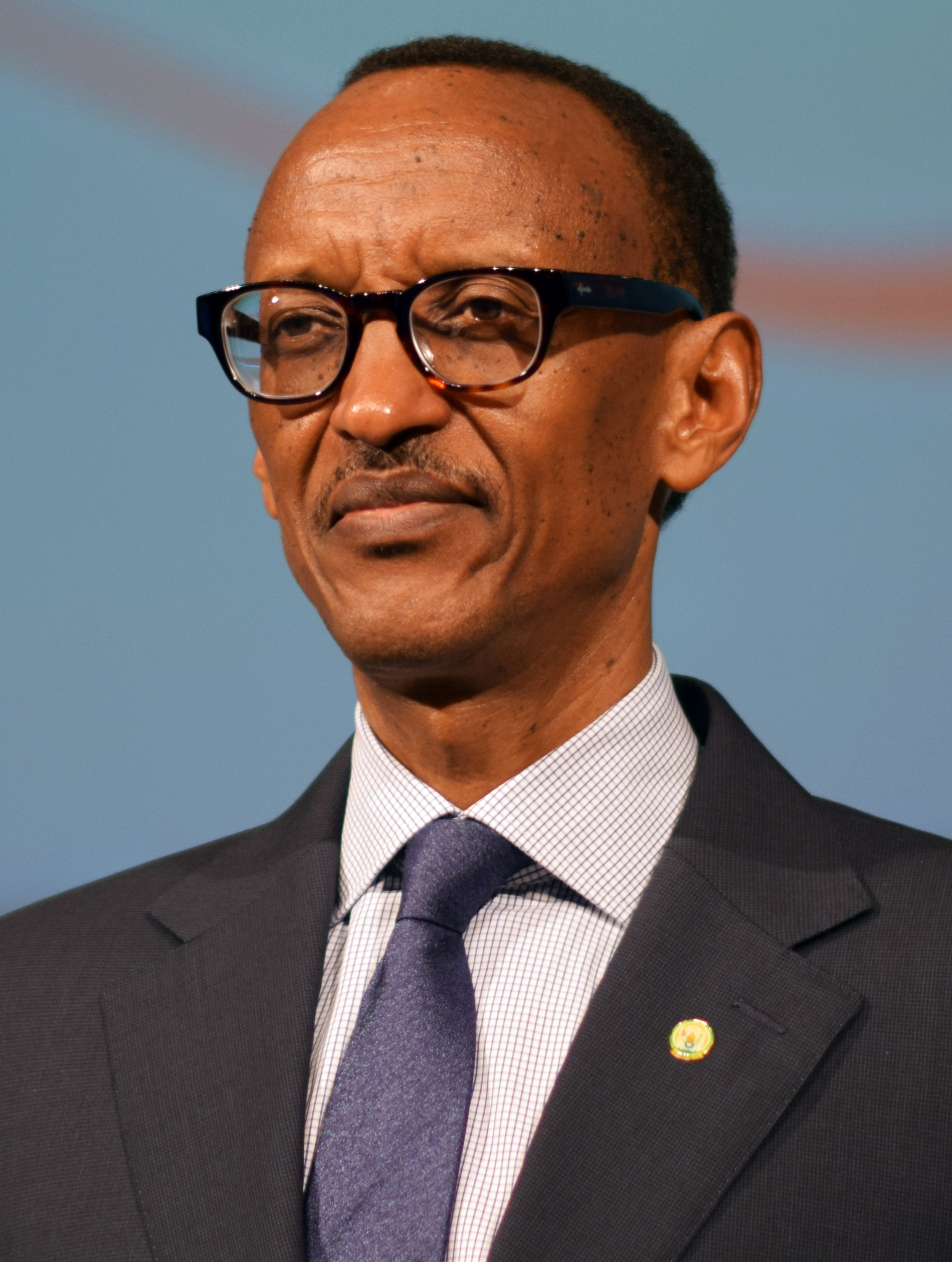
RWA Paul Kagame, Presidente, Presidente della Nuova associazione per lo sviluppo dell'Africa (NEPAD)
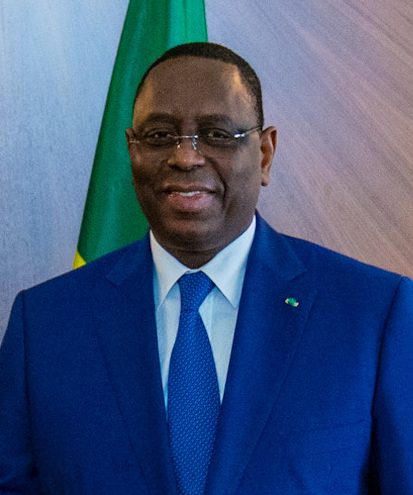
SEN Macky Sall, Presidente, Presidente dell'Unione africana (UA)
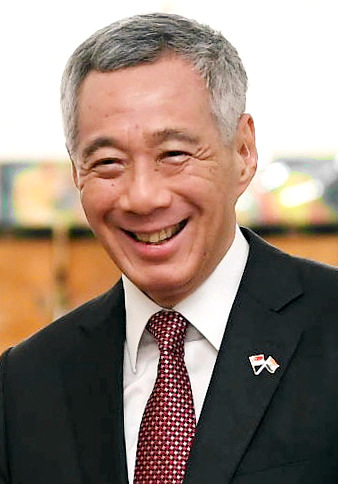
SGP Lee Hsien Loong, Primo ministro Presidente del Global Governance Group (3G)
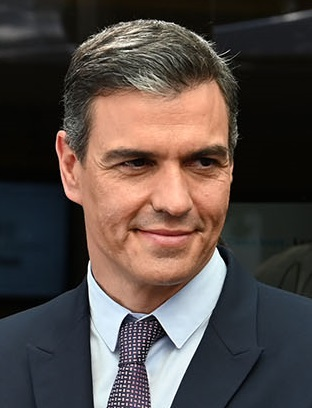
ESP Pedro Sánchez, Presidente del Governo, Ospite permanente
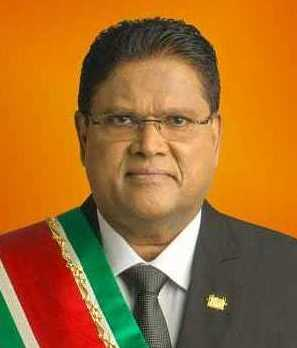
SUR Chan Santokhi, Presidente Presidente della Comunità Caraibica (CARICOM)
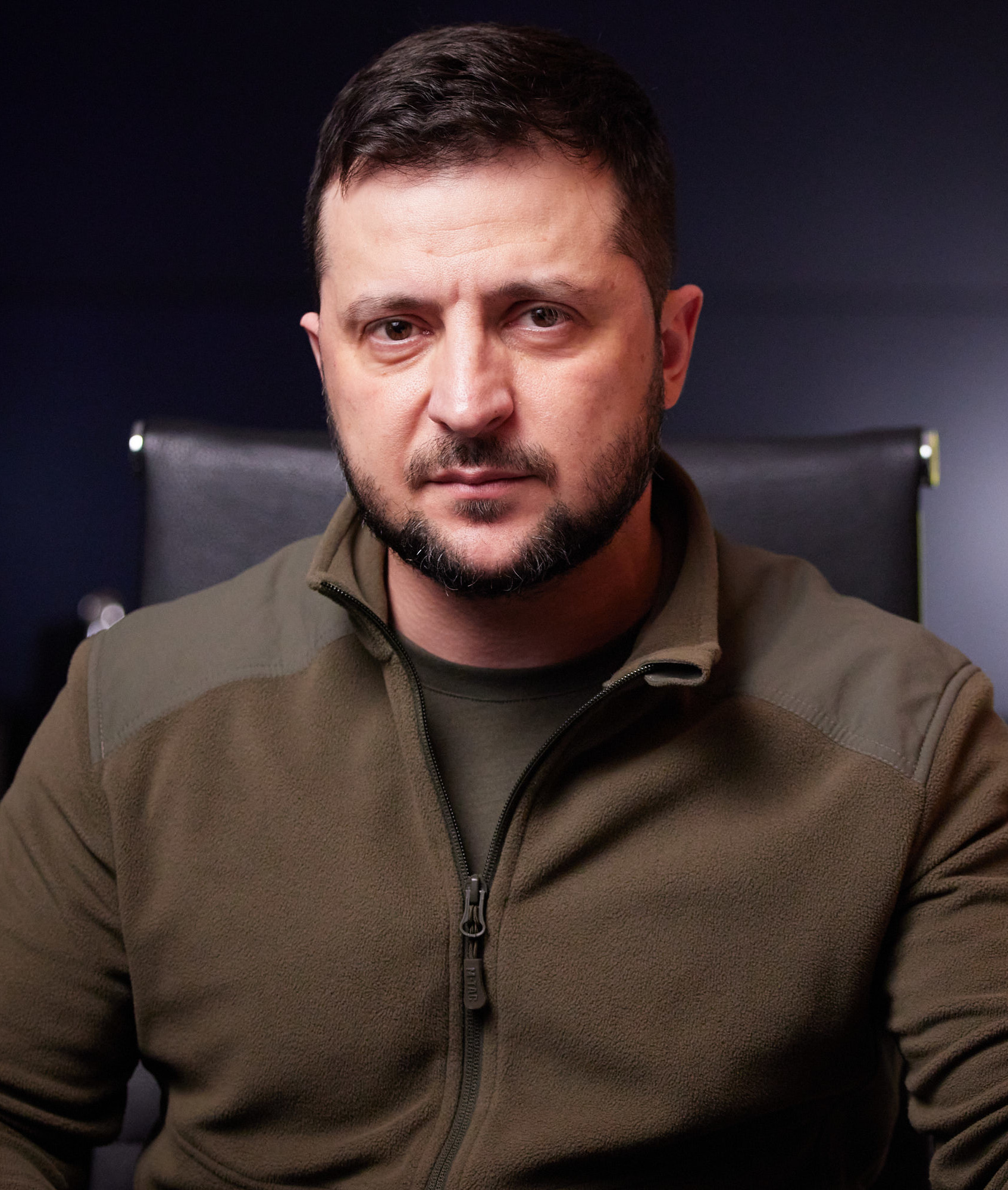
UKR Volodymyr Zelens'kyj, Presidente in collegamento video

- Cambogia
Hun Sen, Primo ministro 
 Presidente dell'Associazione delle Nazioni del Sud-est asiatico (ASEAN)[N 1][2]
- Emirati Arabi Uniti
Mohammed bin Zayed Al Nahyan, Presidente
- Figi
Frank Bainimarama, Primo ministro
 Presidente del Forum delle isole del Pacifico (PIF)
- Paesi Bassi
Mark Rutte
Primo ministro
- Ruanda
Paul Kagame, Presidente, Presidente della Nuova associazione per lo sviluppo dell'Africa (NEPAD)
- Senegal
Macky Sall, Presidente, Presidente dell'Unione africana (UA)
- Singapore
Lee Hsien Loong, Primo ministro
Presidente del Global Governance Group (3G)
- Spagna
Pedro Sánchez,
Presidente del Governo,
 Ospite permanente
- Suriname
Chan Santokhi, Presidente
Presidente della Comunità Caraibica (CARICOM)
- Ucraina
Volodymyr Zelens'kyj, Presidente
in collegamento video

### Organizzazioni internazionali

Asian Development Bank Masatsugu Asakawa, Presidente
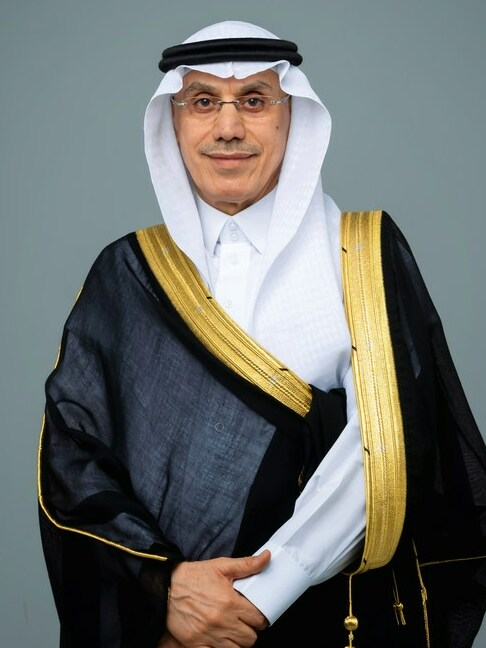
Banca islamica per lo sviluppo Muhammed Al-Jasser, Presidente
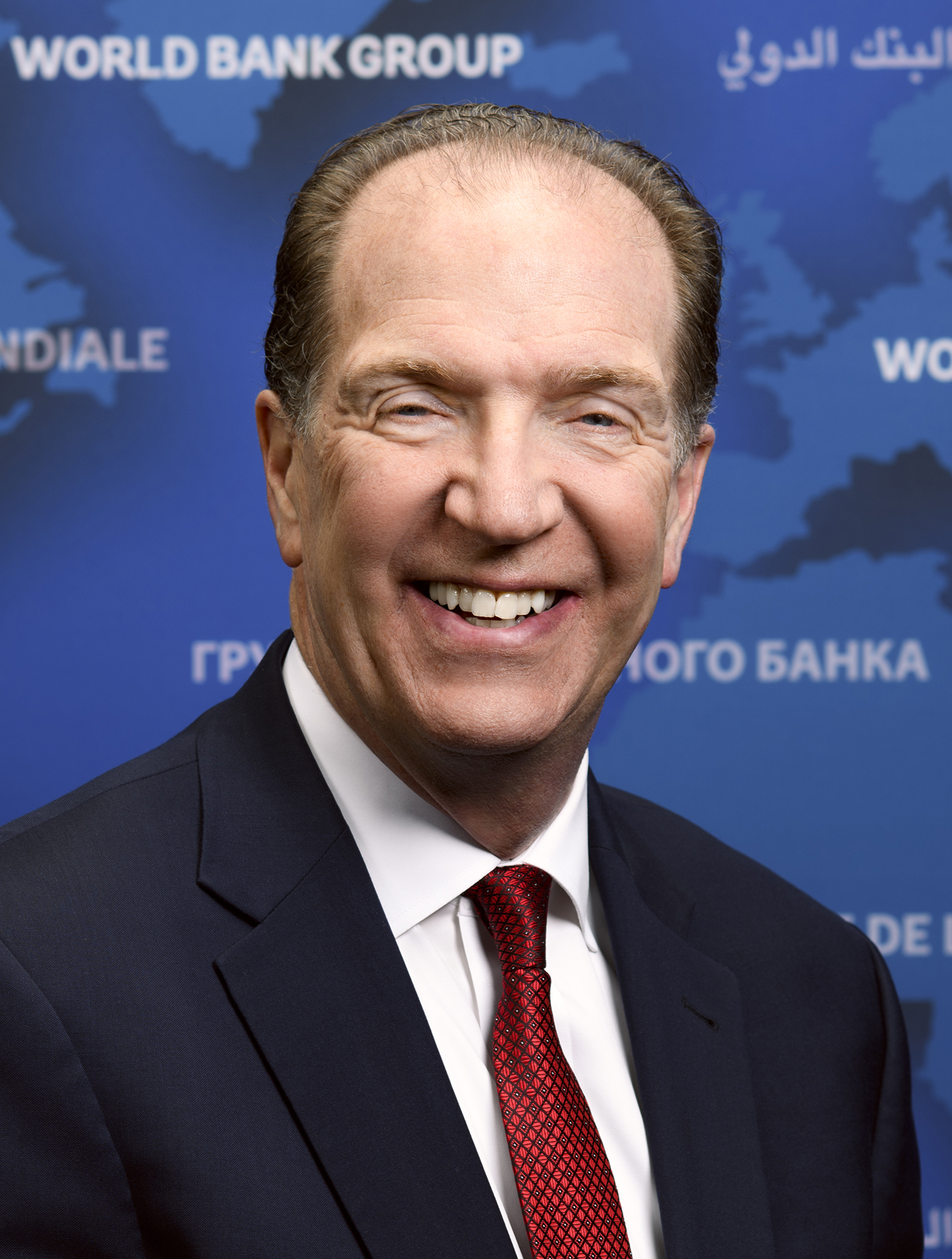
Banca Mondiale David Malpass, Presidente
Consiglio per la stabilità finanziaria Klaas Knot, Presidente
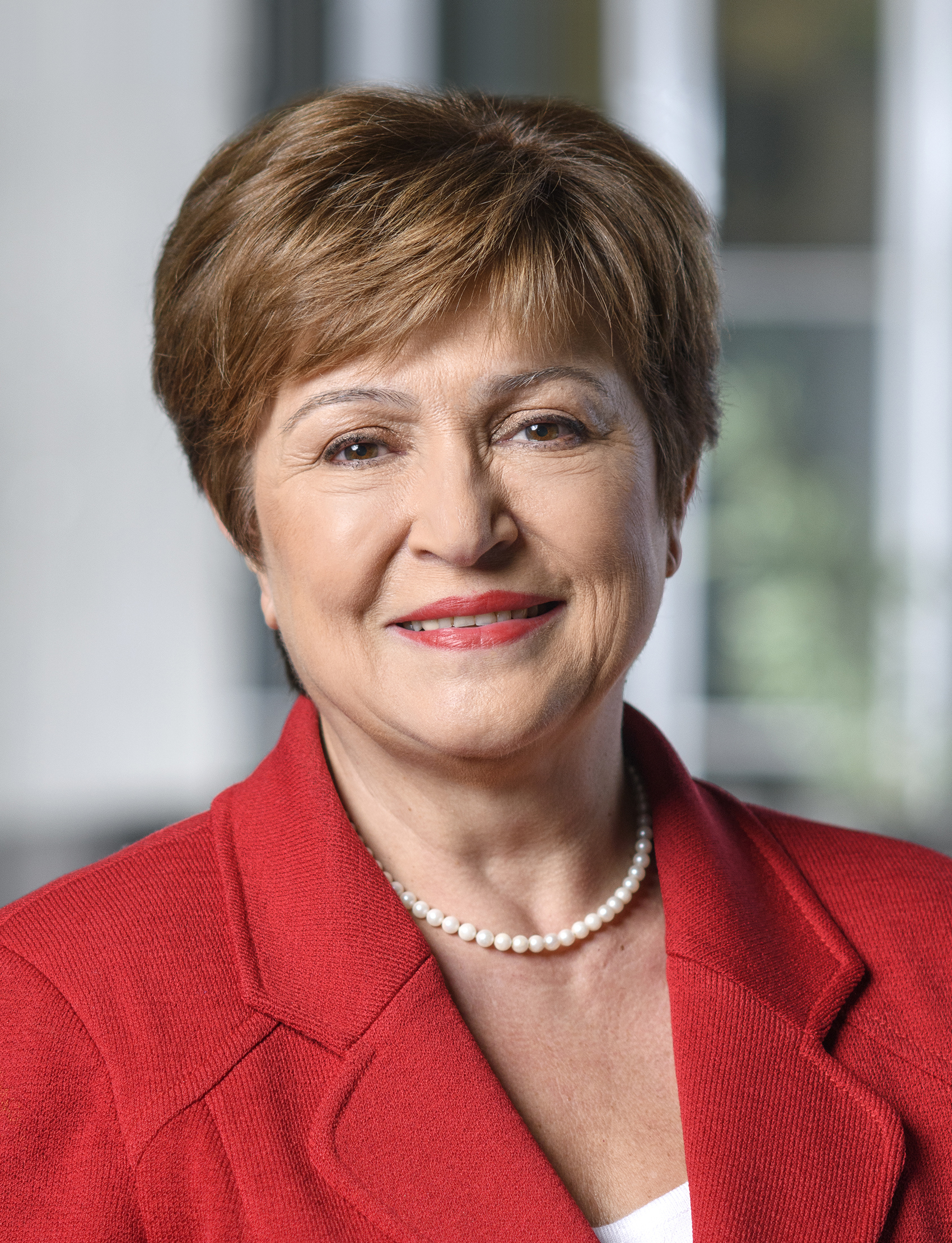
Fondo monetario internazionale Kristalina Georgieva, Direttore operativo
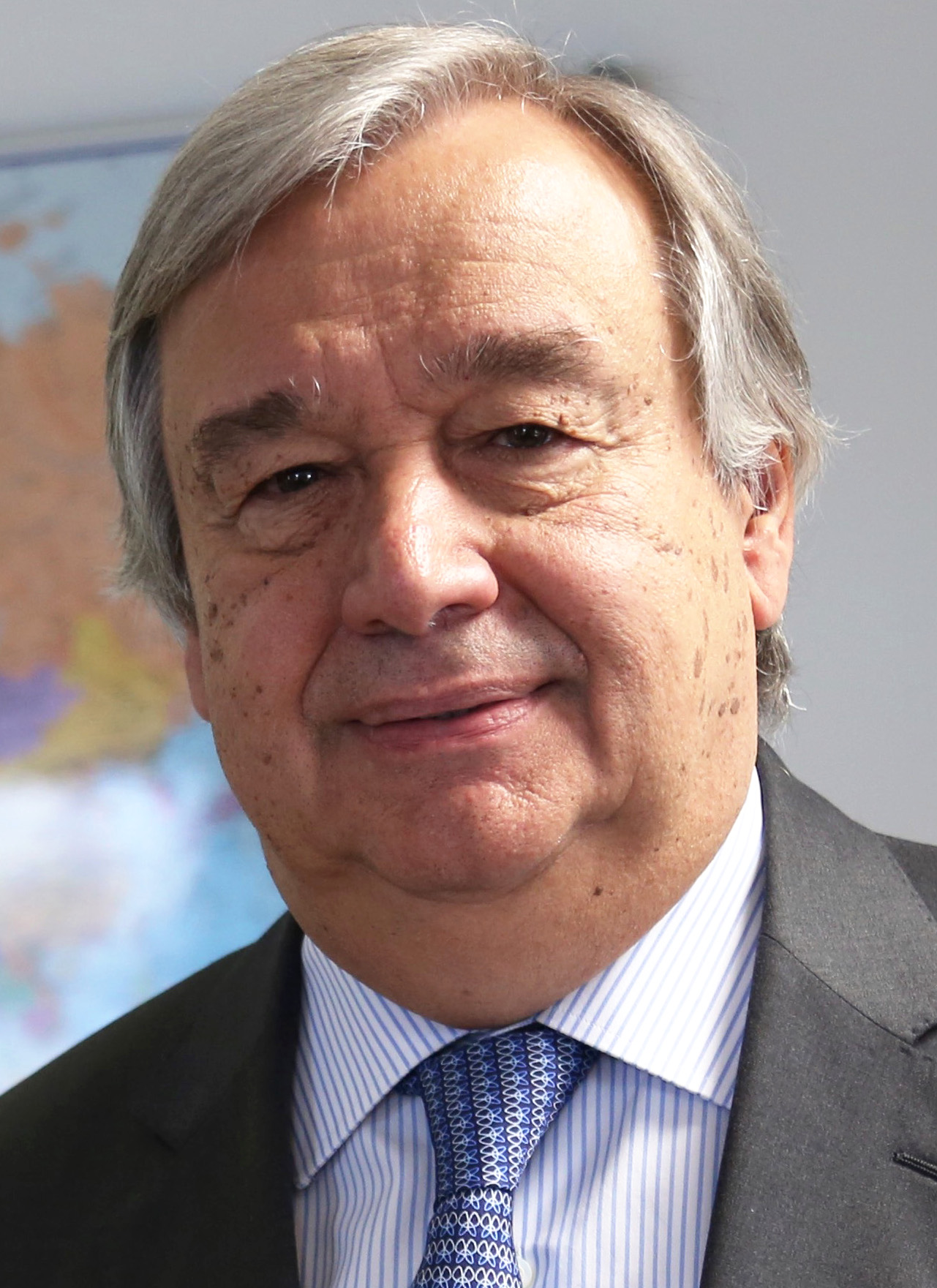
Nazioni Unite António Guterres, Segretario generale
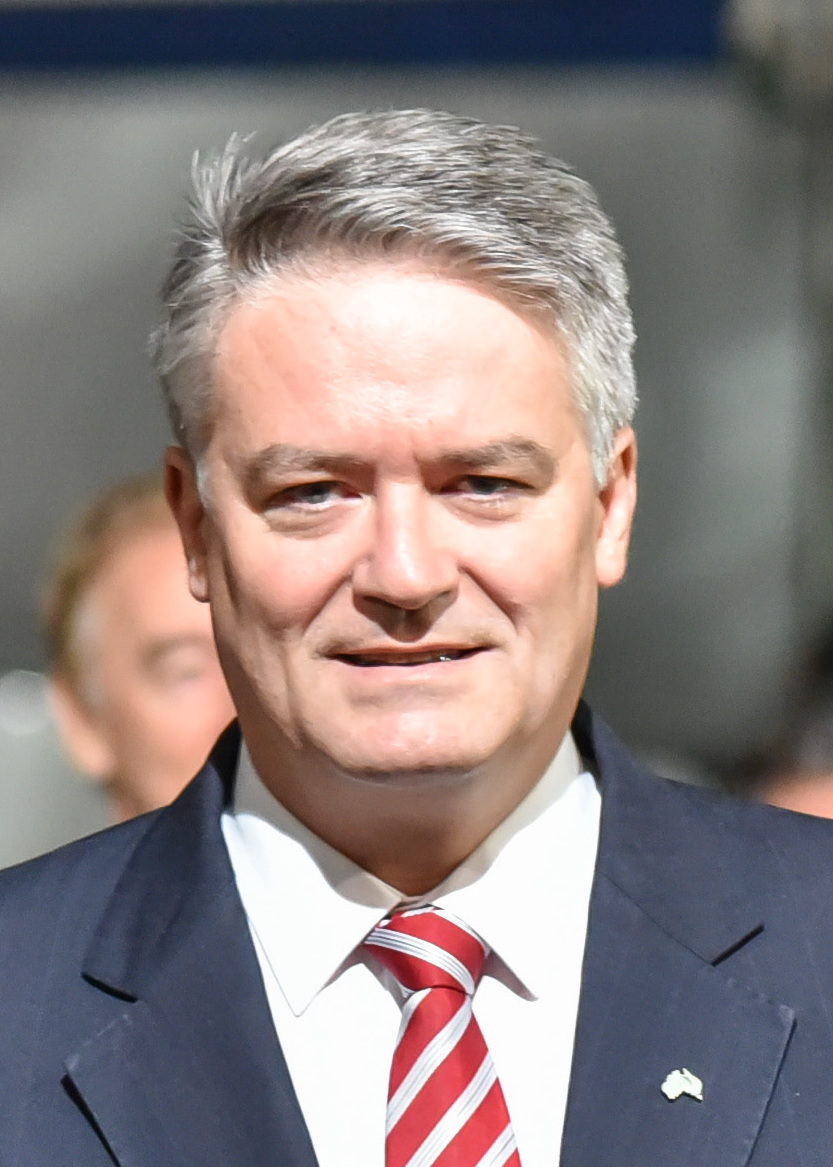
OCSE Mathias Cormann, Segretario generale
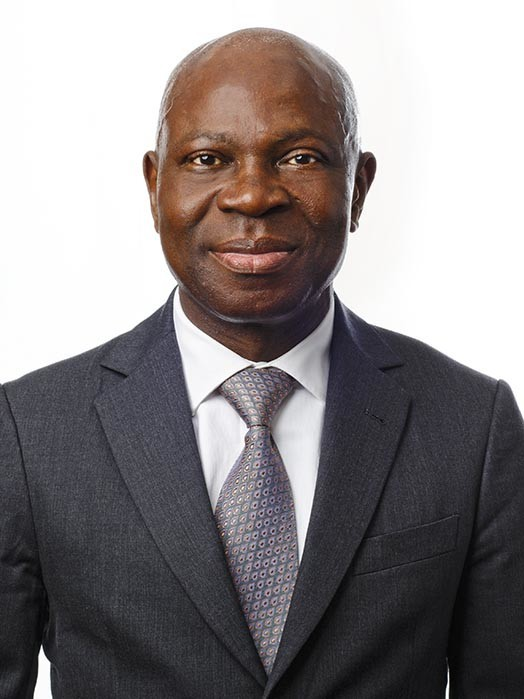
Organizzazione internazionale del lavoro Gilbert Houngbo, Direttore generale
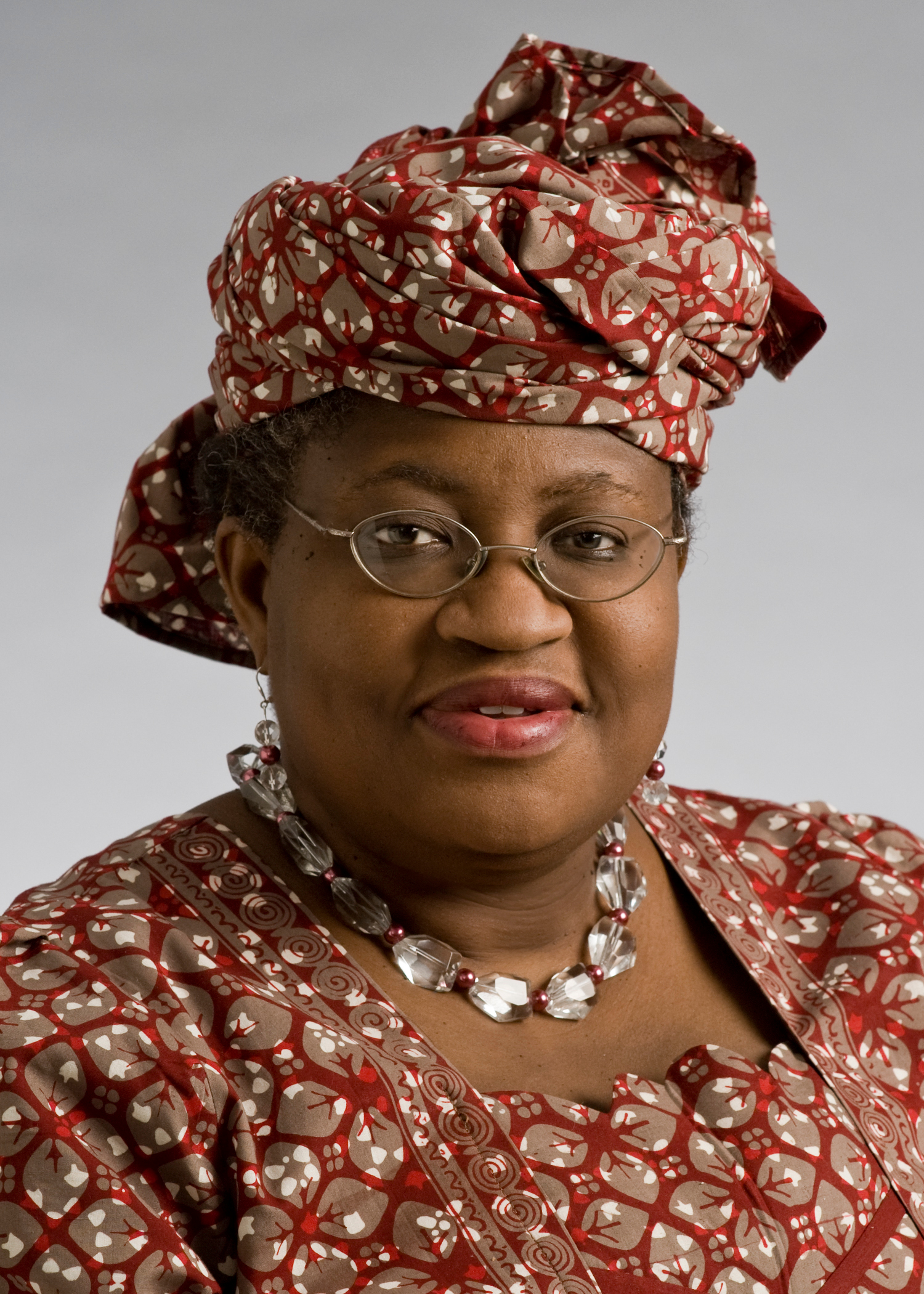
Organizzazione mondiale del commercio Ngozi Okonjo-Iweala, Direttrice generale
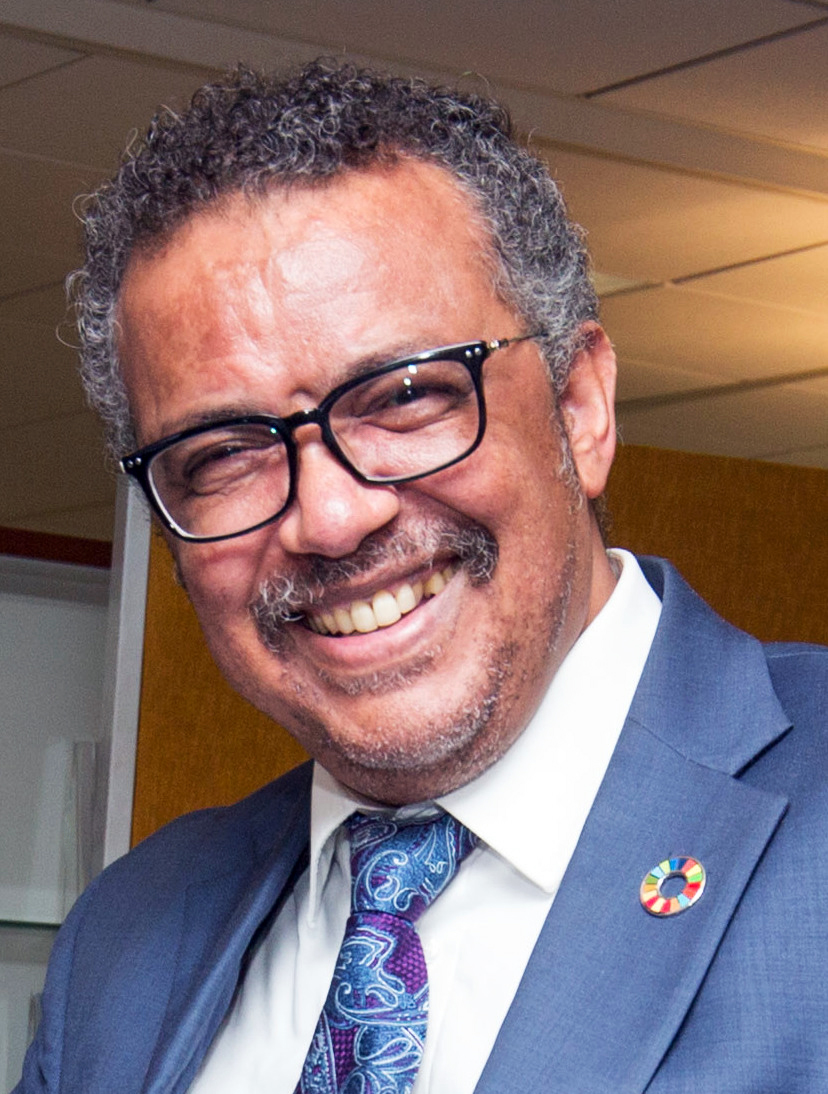
Organizzazione mondiale della sanità Tedros Adhanom, Direttore generale

## Altri incontri nell'ambito del G20
Anche nel 2022 si sono tenute le riunioni ministeriali prima del vertice dei Capi di stato e di governo.
| Data                 | Città ospitante | Summit                                                          |
| -------------------- | --------------- | --------------------------------------------------------------- |
| 17-18 febbraio 2022  | Giacarta        | G20 Ministri delle finanze e Governatori delle Banche centrali  |
| 20 aprile 2022       | Washington      | G20 Ministri delle finanze e Governatori delle Banche centrali  |
| 7-8 luglio 2022      | Bali            | G20 Ministri degli affari esteri                                |
| 15-16 luglio 2022    | Bali            | G20 Ministri delle finanze e Governatori delle Banche centrali  |
| 24-25 agosto 2022    | Bali            | Conferenza ministeriale G20 sull'empowerment femminile          |
| 31 agosto 2022       | Bali            | G20 Ministri dell'ambiente e del clima                          |
| 1º settembre 2022    | Bali            | G20 Ministri della digitalizzazione                             |
| 1-2 settembre 2022   | Bali            | G20 Ministri dell'educazione                                    |
| 2 settembre 2022     | Bali            | G20 Ministri della transizione energetica                       |
| 7-8 settembre 2022   | Belitung        | G20 Ministri dello sviluppo                                     |
| 12-13 settembre 2022 | Borobudur       | G20 Ministri della cultura                                      |
| 13-14 settembre 2022 | Bali            | G20 Ministri del lavoro                                         |
| 21-23 settembre 2022 | Labuan Bajo     | G20 Ministri del commercio, degli investimenti e dell'industria |
| 26 settembre 2022    | Bali            | G20 Ministri del turismo                                        |
| 27-29 settembre 2022 | Bali            | G20 Ministri dell'agricoltura                                   |
| 11 ottobre 2022      | Washington      | G20 Ministri delle finanze e dell'agricoltura                   |
| 12-13 ottobre 2022   | Washington      | G20 Ministri delle finanze e Governatori delle Banche centrali  |
| 27-28 ottobre 2022   | Bali            | G20 Ministri della salute                                       |
| 12-13 novembre 2022  | Bali            | G20 Ministri delle finanze e della salute                       |

### Engagement Groups
ll processo decisionale del G20 coinvolge molteplici soggetti che si riuniscono nei cosiddetti Engagement Groups. Ogni gruppo conduce i propri lavori in modo indipendente rispetto ai Governi e presenta nel corso dell'anno le proprie proposte alla presidenza di turno. Per il G20 del 2022 gli Engagement Groups sono:
| Sigla | Alias                             | Attività                                                        |
| ----- | --------------------------------- | --------------------------------------------------------------- |
| B20   | Business 20                       | forum di dialogo con la comunità imprenditoriale internazionale |
| C20   | Civil 20                          | forum di dialogo con le organizzazioni della società civile     |
| L20   | Labour 20                         | forum di dialogo con le realtà sindacali                        |
| P20   | Parliament 20                     | forum di dialogo dei presidenti dei Parlamenti                  |
| S20   | Science 20                        | forum di dialogo degli scienziati                               |
| SAI20 | Supreme Audit Institutions dei 20 | rappresenta le istituzioni superiori di controllo               |
| T20   | Think 20                          | riunisce i centri studi e di ricerca                            |
| U20   | Urban 20                          | forum di dialogo delle principali città                         |
| W20   | Women 20                          | forum delle donne e dell'uguaglianza di genere                  |
| Y20   | Youth 20                          | forum dei giovani                                               |

## Pubblicazioni
- (EN) G20 Bali Leaders' Declaration (PDF), Bali, G20 Indonesia 2022, 16 novembre 2022.